# Cladodidelphys
Cladodidelphys — вимерлий рід опосумів (Didelphimorphia), що жили в Південній Америці (Аргентина).